# زخم پای دیابتی

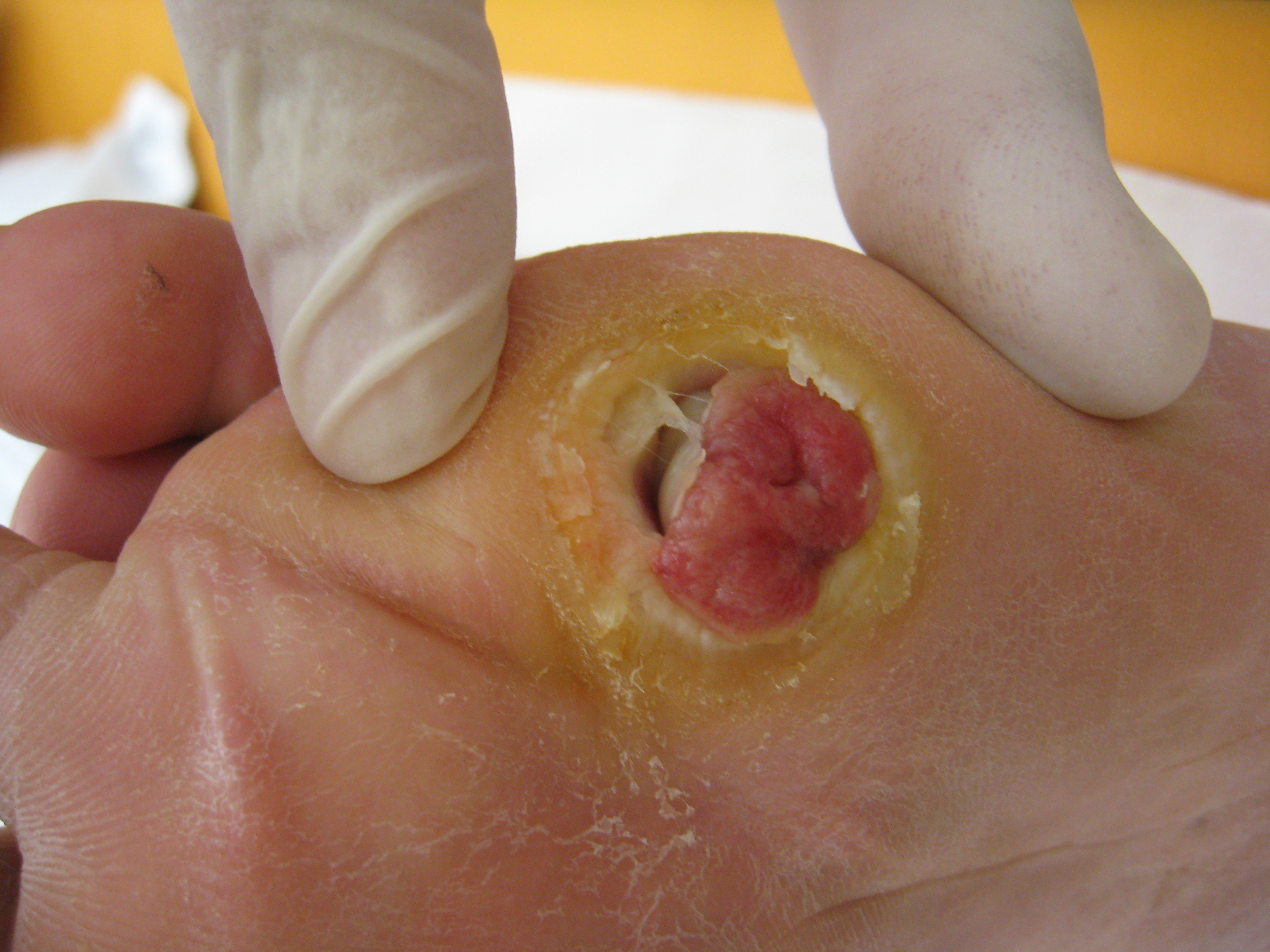

زخم پای دیابتی یکی از عوارض قابل توجه دیابت است و بیشترین قسمت عوارض پای دیابتی را تشکیل می‌دهد. حدود ۱۵ درصد مبتلایان به دیابت گرفتار زخم پای دیابتی می‌شوند و حدود ۸۴ درصد موارد قطع قسمت انتهایی پا را تشکیل می‌دهد.  در طی ۲۰ سال اخیر افزایش مرگ و میر ناشی از دیابت بیشتر ناشی از عوارض عروقی دیابت بوده است که شامل درگیری عروق ریز مانند درگیری‌های کلیه و رتینوپاتی و درگیری عروق بزرگ شامل عروق انتهای اندام تحتانی که به دنبال آن اختلال در فرایند ترمیم زخم رخ می‌دهد.

## مکانیسم ایجاد زخم پای دیابتی
دیابت با چند مکانیسم موجب زخم پای دیابتی می‌شود. معمولاً علت اصلی ایجاد زخم فقدان حس درد در زمینه نوروپاتی است. از طرفی دیگر خود نوروپاتی پوست پا را خشک و شکننده می‌کند و استعداد ترک برداشتن پوست را افزایش می‌دهد. از طرف دیگر به علت اختلال سیستم ایمنی، ساز و کار مقابله با میکروب‌ها در افراد دیابتی اختلال دارد و زخم افراد دیابتی در عفونی شدن قرار دارد. از طرف دیگر به علت درگیری عروقی، خون رسانی به بافت‌های آسیب دیده مختل است و همین ترمیم بافت را با اختلال مواجه می‌کند.

## پیشگیری
مهمترین اقدام پیشگیری از ایجاد زخم است.
- جلوگیری از تحت فشار قرار گرفتن نقاطی از پا که معمولاً تحت فشار قرار می‌گیرند.
- جلوگیری از سوختگی پای دیابتی به وسیله دوری از وسایل گرمازا
- مرطوب نگه داشتن پاها به وسیله وازلین و مرطوب کننده‌ها

## درمان

### مراقبت‌های معمول
درمان زخم پای دیابتی  شامل شستشو و پانسمان مناسب و استفاده از آنتی‌بوتیک و در صورت نیاز دبریدمان و آمپوتاسیون است.

### درمان با اکسیژن هایپرباریک (پزشکی پرفشار)
درمان با اکسیژن هایپرباریک (hyperbaric oxygen therapy) به عنوان درمانی حمایتی، همراه با درمان‌های معمول (استاندارد) برای زخم‌ پای دیابتی انجام و نتایج آن مورد مطالعه قرار گرفته است. در این مطالعات بیماران به دو گروه تقسیم شده‌اند. گروهی (گروه H) از بیماران تحت درمان با اکسیژن هایپرباریک همراه با مراقبت‌های معمول زخم قرار گرفته‌اند. گروه دیگر (گروه S) تنها مراقبت‌های معمول زخم را دریافت کرده‌اند. بیماران گروه H به مدت 6 هفته و هر هفته 6 جلسه درمان با اکسیژن هایپرباریک را دریافت نموده‌اند و تا یک سال تحت نظر قرار گرفته‌اند. نتایج نشان داده است که زخم‌های دیابتی در 78 درصد از بیماران گروه H به طور کامل درمان شده‌اند (بدون هرگونه جراحی منجر به قطع عضو)، در حالی که هیچ بیماری در گروه S بدون جراحی منجر به قطع عضو درمان نیافته است. در مجموع مطالعات نشان داده‌اند که درمان با اکسیژن هایپرباریک همراه با مراقبت‌های معمول شیوه‌ای موثر در درمان زخم‌های دیابتی است. این شیوه درصورتی که همراه با مراقبت‌های معمول زخم بکارگرفته شود در مقایسه با بکارگیری مراقبت‌های معمول به تنهایی، کیفیت بالاتر درمان را برای ترمیم زخم‌های پای دیابتی نشان می‌دهد.